# 投资回收期
投资回收期（Payback Period）是资本预算的一个概念，指收回投资所需的时间，或达到盈亏平衡点所需的时间。

## 描述
回收期不考虑货币的时间价值。回收期直观地衡量了一个项目需要多长时间才能“回本”。在其他条件相同的情况下，较短的回收期优于较长的回收期。尽管存在局限性，回收期仍因其使用简便而广受欢迎。该术语也广泛用于其他类型的投资领域，通常与能源效率技术、维护、升级或其他变更相关。

## 目的
回收期常被用作一种分析工具，因为它简单易用，并且大多数人无论其学术背景或从事的领域都能轻松理解。在谨慎使用或比较类似投资时，回收期可以非常有用。然而，作为单独的工具用以将某项投资与“什么都不做”进行比较时，回收期并没有明确的决策标准（除了可能要求回收期小于无穷大这一隐含标准）。
回收期作为一种分析方法，其使用存在显著的局限性和适用条件，因为它未考虑货币的时间价值、风险、融资或其他重要因素，例如机会成本。可以通过应用加权平均资本成本折现法来校正时间价值问题。